# 輸血相關急性肺損傷
輸血相關急性肺損傷（Transfusion related acute lung injury；TRALI）是一種會引發急性肺水腫的嚴重輸血併發症。

## 定義
發生在輸注含血漿的血液製品後6小時內，與輸血暫時相關的急性肺損傷。患者的症狀包括了急性呼吸困難、非心因性肺水腫、血壓降低及體溫升高1℃以上，且須排除病人本身臨床上所表現的心臟或呼吸系統症狀。

## 誤診
未能正確診斷輸血相關急性肺損傷容易導致誤診。一般案例可能誤判為發燒或過敏症的輸血反應。而嚴重案例則容易與循環超載或非輸血所導致的急性呼吸窘迫症候群（；ARDS）混淆。

## 病因
引起輸血相關急性肺損傷的真正原因目前尚未能完全明暸。已知由免疫反應所引起的輸血相關急性肺損傷與人類白血球抗原（Human Leukocyte Antigens；HLA）的抗體有關。多產婦因為懷孕接觸到胎兒的血產生白血球抗體，之後所捐出的血即具有形成免疫型輸血相關急性肺損傷的危險。曾接受輸血或移植的捐血者也有類似致敏機轉而產生白血球抗體，因此也有同樣的危險性。受血者輸入含有白血球抗體的血可能會與自身特定的人類白血球抗原或白血球受體發生免疫反應。有學者提出雙擊假說認為已存在肺部的病理反應先使白血球固著在肺部微血管，而後輸入體內的白血球抗體再攻擊並且活化這些白血球，導致白血球釋放出細胞激素（cytokine）及血管活化物質因而形成非心因性的肺水腫。
非免疫型輸血相關急性肺損傷的形成機轉由西里曼（Silliman）研究中，與含有白血球的血品（包括紅血球、血小板、血漿）中具有生物活性的脂質累積有關。
輸血相關急性肺損傷主要與輸注血漿血品如新鮮冷凍血漿有直接相關，但其他含有血漿的血品如紅血球濃厚液也會發生同樣的情形。

## 發病率與致死率
免疫反應引起的輸血相關急性肺損傷大約毎5,000次輸血會發生1次，與性別、年齡、族群、疾病或藥物均無對應關係，致死率則為6－9％。在美國，輸血相關急性肺損傷是輸血反應導致死亡的主要原因之一。

## 治療
輸血相關急性肺損傷主要採用支持性療法，其中超過70%患者須使用呼吸器提供氧氣。此外，輸血相關急性肺損傷與肺泡受損有關而非體液超載，故不建議使用利尿劑。治療後，將近80％的患者要4天以上才會好轉，而20％患者則需要更久的時間。

## 預防計畫
- 英國於西元2004年前開始試辦，衹將男性血漿輸給病患，而女性血漿則用來製造其他血液製品。西元2006年秋，研究人員於國際研討會發表報告英國的輸血相關急性肺損傷案例已大為減少[9]。

- 美國血庫學會（American Assocation of Blood Banks；AABB）在西元2006年11月3日建議女性捐血者的血漿用在其他血液製劑上，而不用來輸血以避免輸血相關急性肺損傷發生。

- 臺灣至今的個案約有10人，其中衹有1人查出有白血球抗體。最知名的個案為曾任法務部長的廖正豪，他於2010年3月接受心血管繞道手術，輸血後發生了急性肺損傷，經急救後康復[10]。因發生率低、種族、產生抗體及輸血作業不同並未採取相同預防計畫[11]。

## 外部連結
- 經由輸血引起的急性肺衰竭（TRALI）[永久] - 台灣血液基金會
- 輸血相關的急性肺損傷 - 台北榮民總醫院臨床醫學月刊
- Transfusion Related Acute Lung Injury（英） - 美國食品藥物管理局（FDA）